# استودیو سینمایی والت دیزنی
استودیو سینمایی والت دیزنی (انگلیسی: Walt Disney Studios Motion Pictures) یکی از پنج شرکت بزرگ شرکت والت دیزنی است.
این شرکت در سال ۱۹۵۳ برای توزیع، بازاریابی و تبلیغات محصولات تولید شده شرکت‌های والت دیزنی همچون پیکسار، تاچ‌استون پیکچرز، مارول استودیوز و لوکاس فیلم تأسیس شده‌است.

## توزیع
استودیو سینمایی والت دیزنی تاکنون فیلم‌هایی با فروش بیش از یک میلیارد دلار را توزیع کرده‌است که فهرست آن به شرح زیر است:
- انتقام‌جویان (۲۰۱۲; $۱٬۵۱۱٬۷۵۷٬۹۱۰)[۳]
- انتقام‌جویان: عصر اولتران (۲۰۱۵; $۱٬۳۷۱٬۵۷۴٬۱۹۳)
- منجمد (۲۰۱۳; $۱٬۲۷۹٬۸۵۲٬۶۹۳)
- مرد آهنی ۳ (۲۰۱۳; $۱٬۲۱۵٬۴۳۹٬۹۹۴)[۴]
- دزدان دریایی کارائیب: صندوقچه مرد مرده (۲۰۰۶; $۱٬۰۶۶٬۱۷۹٬۷۲۵)
- داستان اسباب‌بازی ۳ (۲۰۱۰; $۱٬۰۶۳٬۱۷۱٬۹۱۱)
- دزدان دریایی کارائیب: سوار بر امواج ناشناخته (۲۰۱۱; $۱٬۰۴۵٬۷۱۳٬۸۰۲)[۵]
- آلیس در سرزمین عجایب (۲۰۱۰; $۱٬۰۲۵٬۴۶۷٬۱۱۰)
- علاءدین
- شیرشاه
- آرتمیس فاول